# نيك كانر ميدلي
نيك كانر ميدلي (بالإنجليزية: Nik Caner-Medley)‏ مواليد 20 أكتوبر 1983 في بيفرلي، هو لاعب كرة سلة أذربيجاني. بدأ مسيرته الاحترافية في سنة 2006. يلعب مع فريق نادي موناكو في الدوري الفرنسي لكرة السلة الدرجة الأولى. يبلغ طوله 6 قدم 8 بوصة (2.0 م).

## المسيرة الاحترافية
لعب مع أرتلاند دراغونز في الدوري الألماني في سنة 2007، ثم لعب مع سي بي غران كناريا في الدوري الإسباني في موسم 2007–08، ثم لعب مع إشبيلية في موسم 2008–09، ثم لعب مع سي بي إستوديانتس في الدوري الإسباني من سنة 2009 إلى 2011، ثم لعب مع فالنسيا باسكت في موسم 2011–2012، ثم لعب مع مكابي تل أبيب لكرة السلة في موسم 2012–2013، ثم لعب مع بالونكيستو مالقا في الدوري الإسباني في موسم 2013–2014.

## روابط خارجية
- نيك كانر ميدلي على موقع الدوري الأوروبي لكرة السلة (الإنجليزية)
- نيك كانر ميدلي على موقع دوري كرة السلة الياباني للمحترفين (اليابانية)
- نيك كانر ميدلي على موقع الدوري الإسباني لكرة السلة (الإسبانية)
- نيك كانر ميدلي على موقع كرة السلة الأوروبية.كوم (الإنجليزية)
- نيك كانر ميدلي على موقع كلية كرة السلة في سبورتس رفرنس.كوم (الإنجليزية)
- نيك كانر ميدلي على موقع ريلجم (الإنجليزية)
- نيك كانر ميدلي على موقع بروبوليرز (الإنجليزية)
- نيك كانر ميدلي على موقع سبورتس رفرنس (الإنجليزية)
- نيك كانر ميدلي على موقع سبورتس رفرنس (الإنجليزية)